# Menna Rawlings
Pour les articles homonymes, voir Rawlings.
Menna Frances Rawlings, née Hornung le 16 septembre 1967 à Hillingdon (Royaume-Uni), est une diplomate britannique. Elle est haut-commissaire du Royaume-Uni en Australie de 2015 à 2019, directrice générale des questions économiques et mondiales au Foreign Office de 2019 à 2020 puis ambassadrice du Royaume-Uni en France depuis 2021.

## Biographie
Elle étudie les relations internationales à la London School of Economics, y obtenant un Bachelor of Science, avant de rejoindre le Foreign Office en 1989. Au début de sa carrière, elle travaille à Londres, à Bruxelles, Nairobi et Tel Aviv.
De 2002 à 2004, elle est secrétaire privée du sous-secrétaire d'État permanent aux Affaires étrangères puis, jusqu'en 2008, elle est haut-commissaire adjointe au Ghana, à Accra. Après trois ans à Washington, D.C. en tant que consule générale, en 2011, elle est réaffectée au Foreign Office à Londres en tant que directrice des ressources humaines, occupant ce poste jusqu'en 2014. De 2015 à 2019, elle est haut-commissaire du Royaume-Uni en Australie, avant de retourner à nouveau à Londres et d'être promue directrice générale des questions économiques et mondiales au sein du ministère. Elle quitte cette fonction en 2020.
En avril 2021, le gouvernement la nomme ambassadrice britannique en France. Elle est la première femme nommée à ce poste. À l'annonce de sa nomination, pour la première fois, chaque ambassadeur ou haut-commissaire britannique dans un pays du G7 est une femme. Elle entre officiellement en fonctions le 23 août 2021.